# Moschea del venerdì (Yazd)
La Moschea Giame di Yazd (in persiano مسجد جامع یزد‎, Masjed-e Jāmeh-e Yazd) è la grande moschea (Jāmeh) congregazionale di Yazd, e della provincia di Yazd in Iran. La moschea è raffigurata sul dritto della banconota iraniana da 200 rial.

## Storia

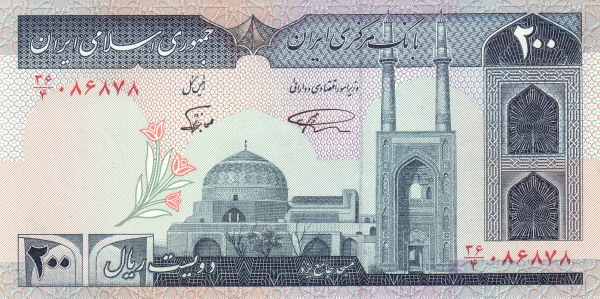
La moschea del venerdì di Yazd nelle banconote da 200 rial

La moschea del XII secolo è ancora in uso oggi. È stata costruita sotto Ala'oddoleh Garshasb della dinastia Al-e Bouyeh (Buwayhidi). La moschea è stata in gran parte ricostruita tra il 1324 e il 1365, ed è uno dei più importanti edifici del XIV secolo dell'Iran.
Secondo gli storici, la moschea è stata costruita nel sito del tempio del fuoco sassanide e Ala'oddoleh Garshasb ha iniziato la costruzione dell'affascinante moschea. La moschea precedente è stata costruita per ordine di Ala'oddoleh Kalanjar nel VI secolo d.C., tuttavia la costruzione principale dell'attuale edificio è stato fatto per ordine di "Seyyed Rokn al-Din Mohammad Qazi".

## Caratteristiche
La moschea è un bell'esempio di stile Azero di architettura persiana. La moschea è coronata da una coppia di minareti, le più alte in Iran, e la facciata del portale è decorata da cima a fondo di piastrelle abbaglianti, prevalentemente di colore blu. All'interno vi è un lungo cortile porticato dove, dietro un Iwan infossato a sud-est, vi è una camera santuario (Shabestan). Questa camera, sotto una cupola in maiolica è squisitamente decorata con maioliche a mosaico: il suo alto miḥrāb, datato 1365, è uno dei migliori del suo genere.
Gli eleganti modelli lavorati in mattoni e l'iscrizione inestimabile di tessere di mosaico recanti caratteri cufici angolari creano un senso di bellezza. La nicchia della preghiera principale, quella che si trova sotto la cupola, è decorata con tessere di mosaico eleganti. Sulle due tessere vi sono intarsi a forma di stella, il nome del costruttore e il tempo di costruzione della preghiera nella nicchia scintilla splendidamente. I due minareti torreggianti risalenti al periodo safavide misurano 52 metri di altezza e 6 metri di diametro.

## Galleria d'immagini

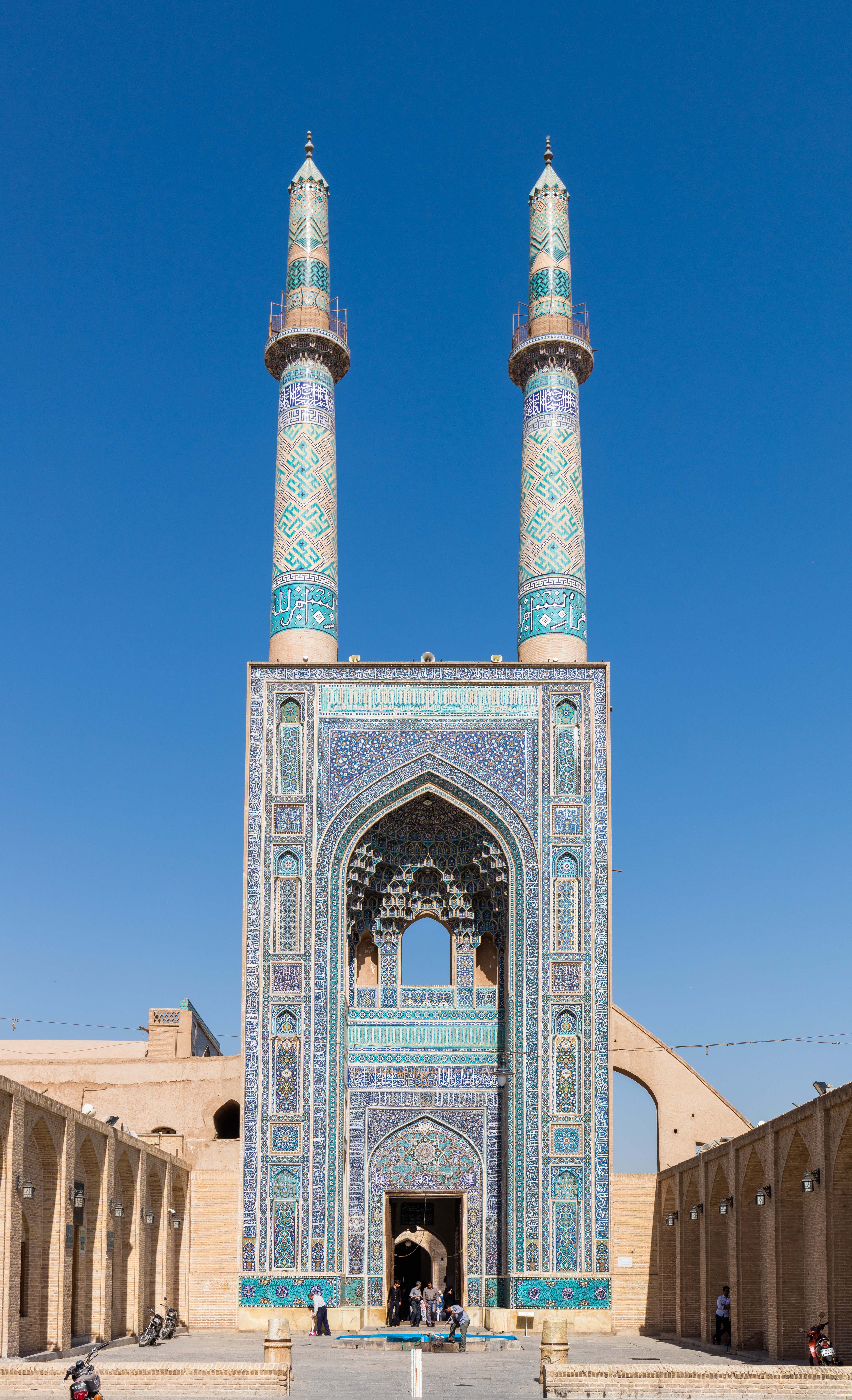
La Moschea del venerdì di Yazd possiede i più alti minareti dell'Iran
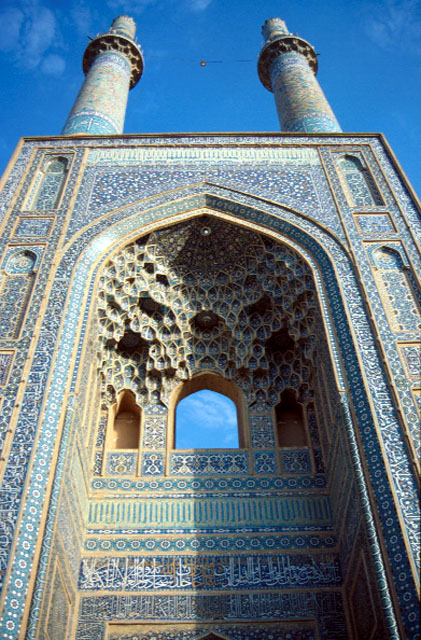
Il grande iwan della moschea.
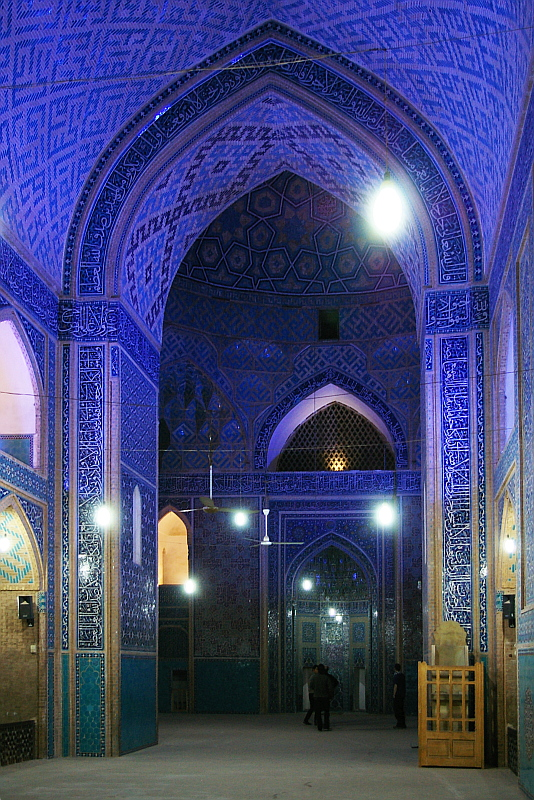
L'interno finemente decorato da piastrelle
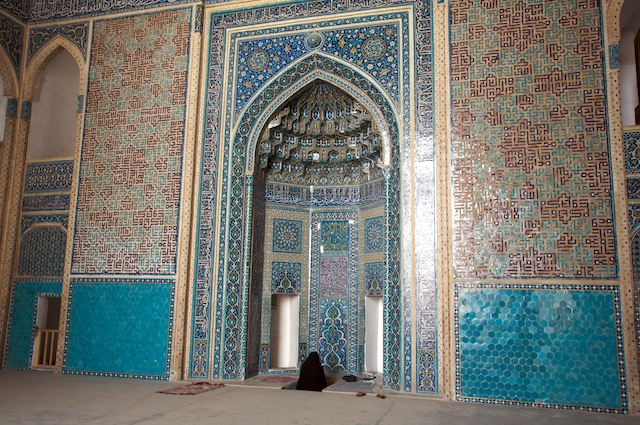
miḥrāb
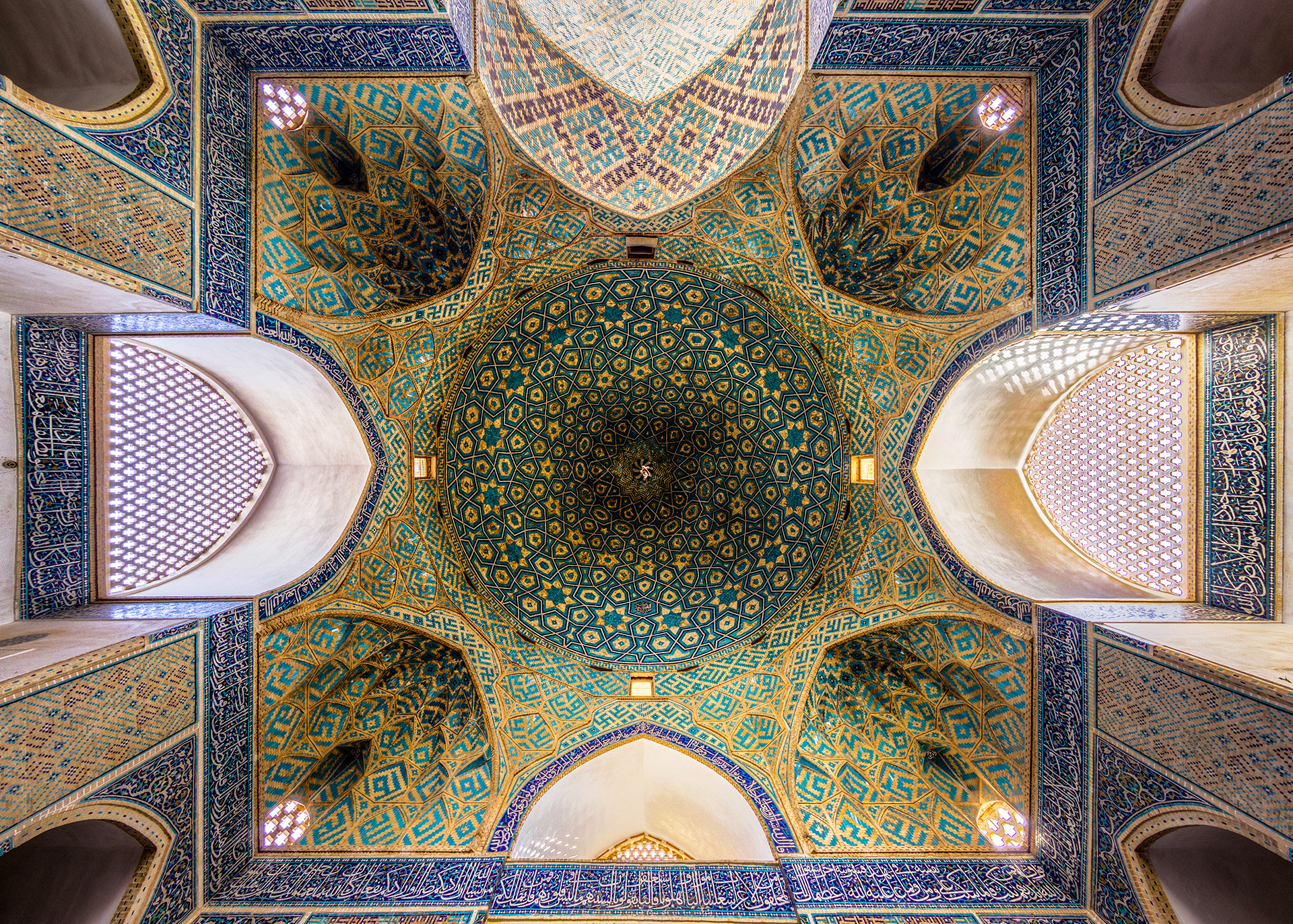
Le decorazioni del soffitto
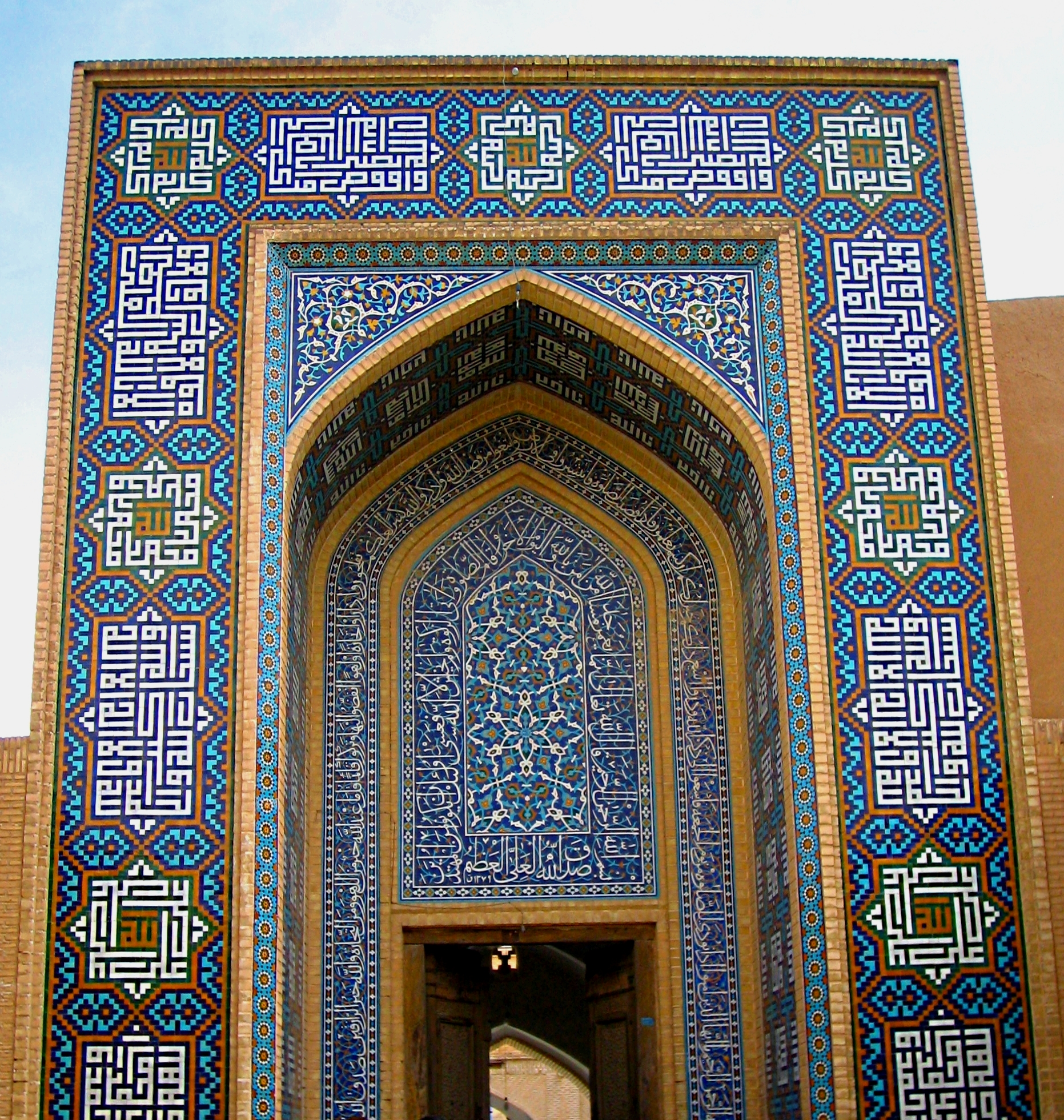
Entrata posteriore
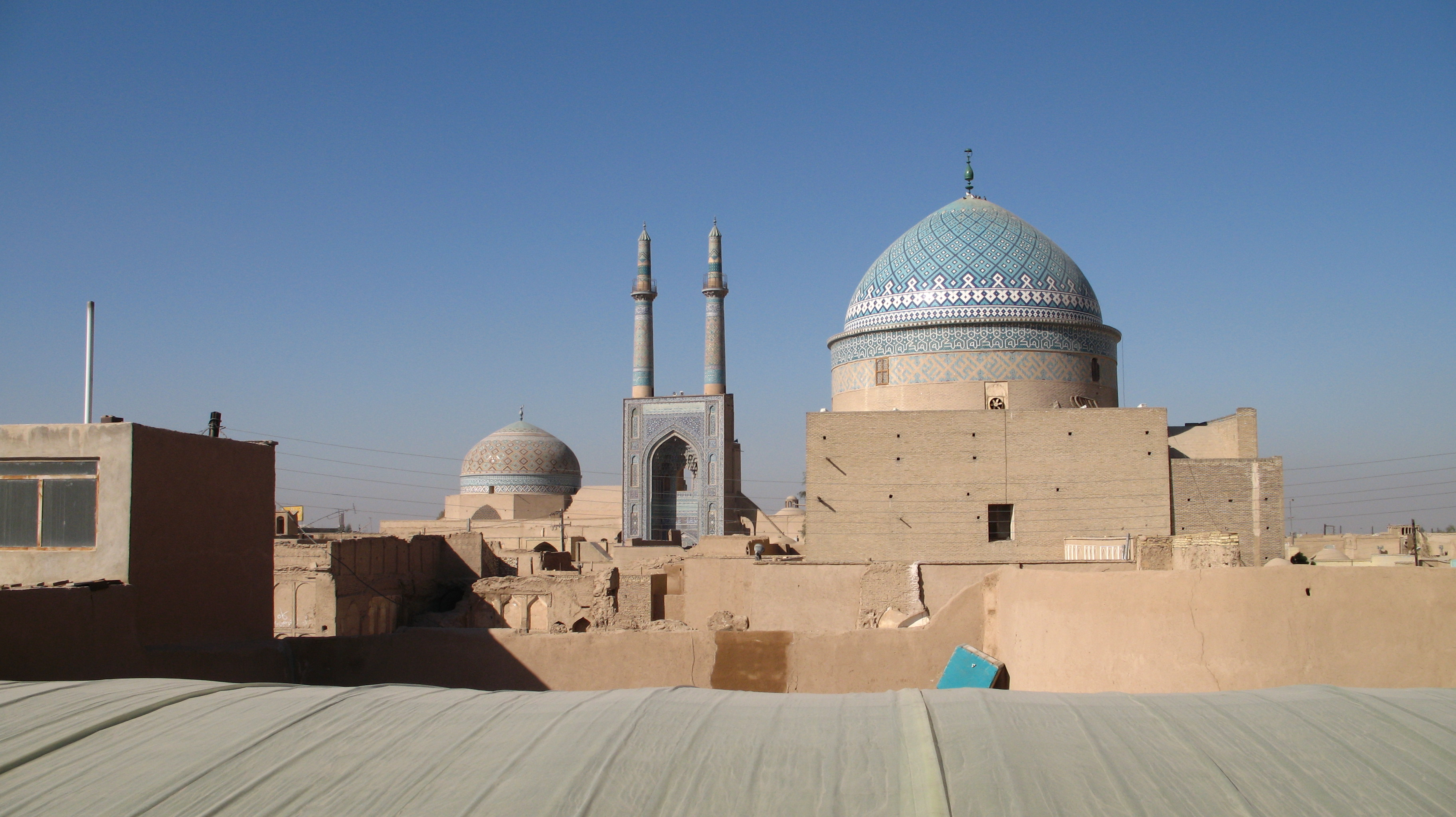
Vista dell'intero complesso
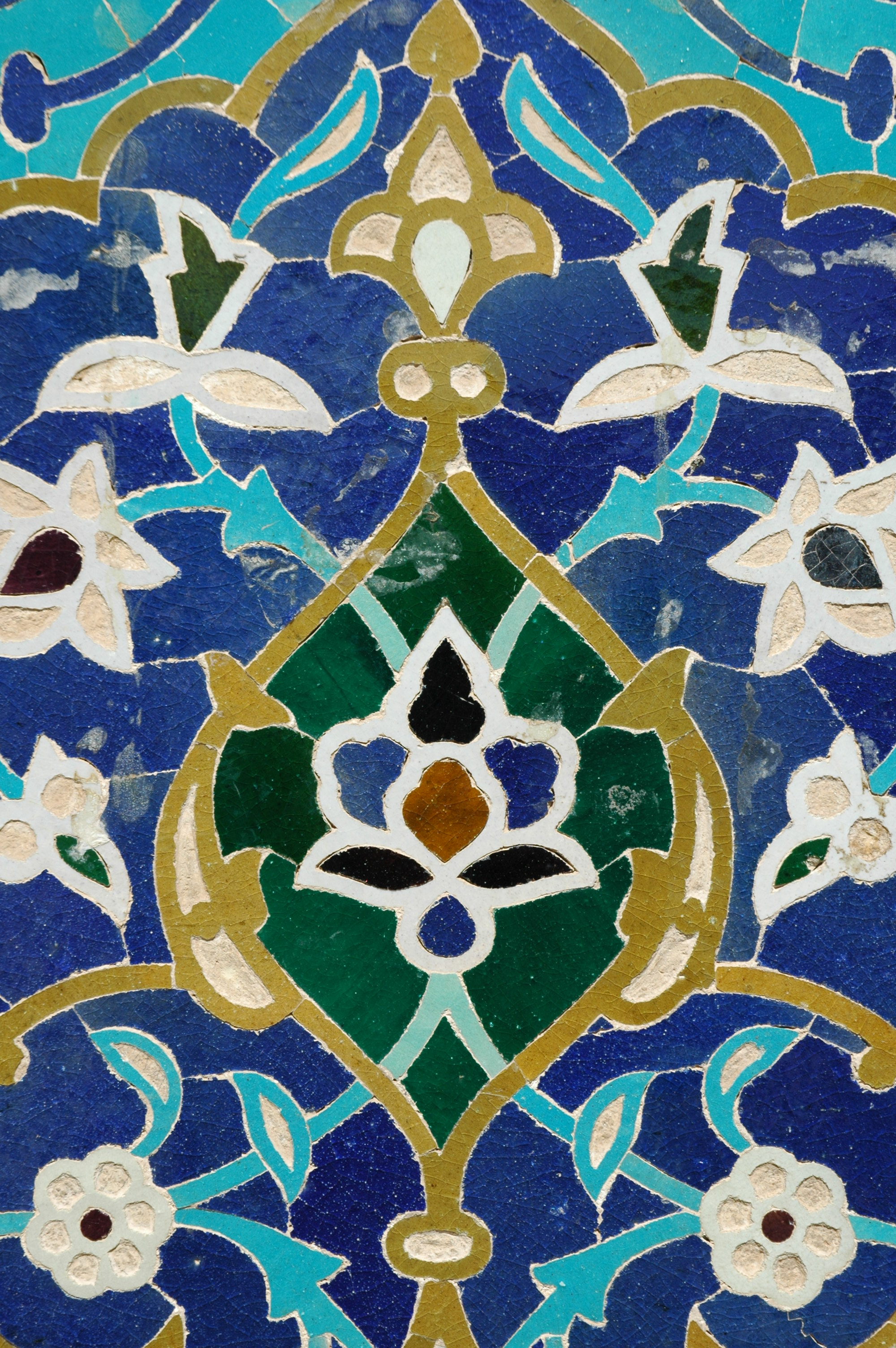
Particolare delle decorazioni
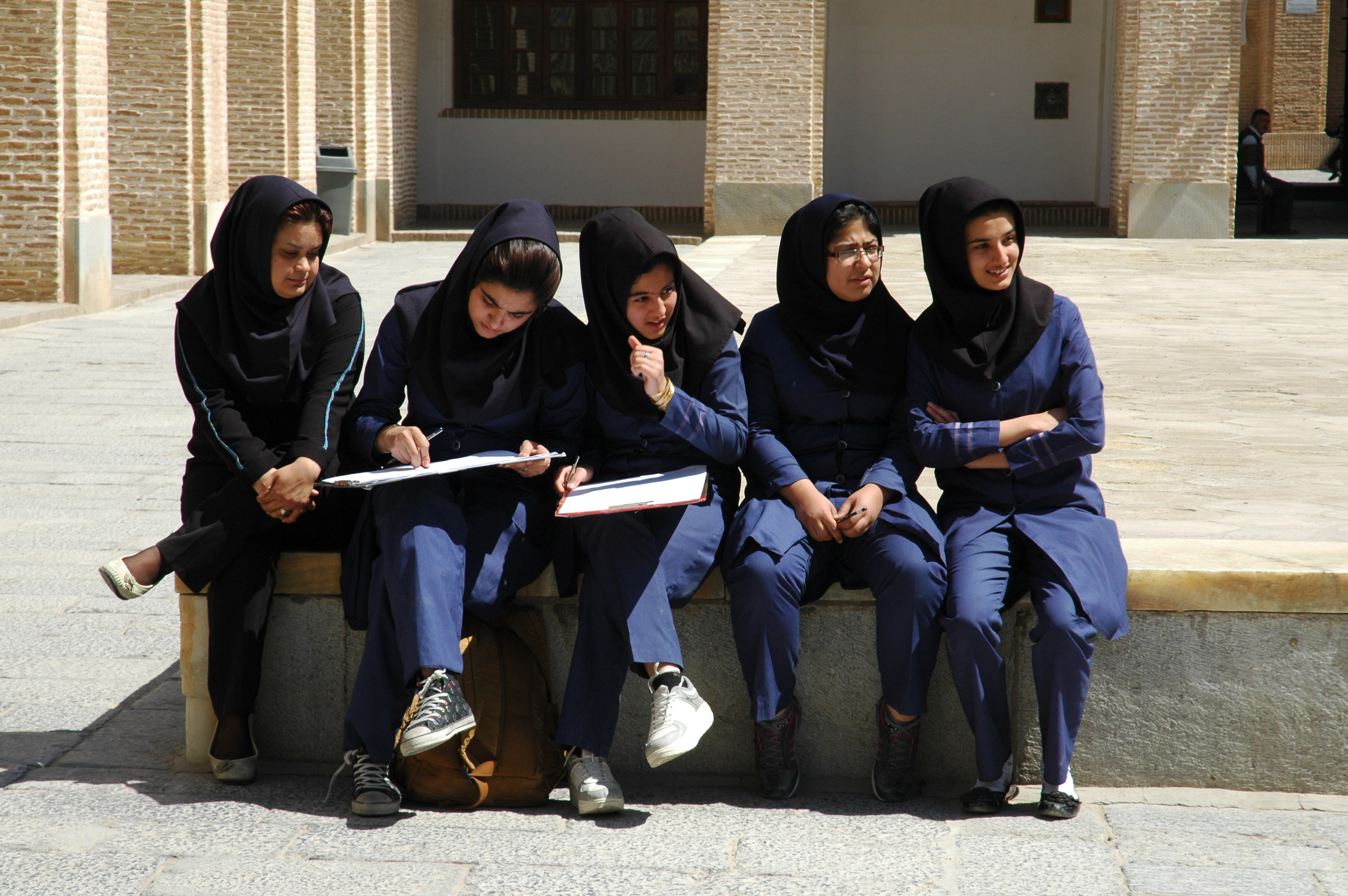
Studentesse alla Moschea